# Жигалов, Алексей Петрович
Алексей Петрович Жигалов (25 февраля 1915, Казань — 7 июля 1962, Москва) — советский прыгун в воду, тренер, судья всесоюзной категории (1955). Участник летних Олимпийских игр 1952 года.

## Биография
Родился 25 февраля 1915 года в Казани.
Дом, где жила семья Жигаловых, располагался рядом с Казанским кремлём. После Октябрьской революции вместе с семьёй переехал в Москву.
В 1931 году окончил семилетнюю школу № 14 Замоскворецкого района, в 1933 году — школу ФЗУ автозавода имени И. В. Сталина по специальности слесаря.
В 1940—1943 годах служил в 335-м зенитно-артиллерийском полку в Баку, в 1943—1949 годах — в 10-м полку 1-й мотострелковой дивизии внутренних войск Министерства государственной безопасности СССР, был командиром отделения.
Начал заниматься прыжками в воду в 1930 году в Москве. Выступал в соревнованиях за московские «Торпедо», ВЦСПС, ЦДСА. 17 раз выигрывал чемпионат СССР: на его счету 10 золотых медалей в прыжках с трамплина (1934, 1936—1937, 1943—1949) и 7 — в прыжках с вышки (1934, 1936—1937, 1946—1947, 1950, 1952).
В 1952 году вошёл в состав сборной СССР на летних Олимпийских играх в Хельсинки. Выступал в прыжках с трамплина. В квалификации показал 6-й результат, набрав 71,25 балла. В финале занял 8-е место, набрав 151,31 балла и уступив 53,98 балла завоевавшему золото Скиппи Браунингу из США.
Заслуженный мастер спорта СССР.
В 1949—1953 годах работал в центральном совете спортивного общества «Динамо».
В 1951 году окончил Высшую школу тренеров при ГЦОЛИФКе.
С 1953 года был старшим тренером сборной СССР по прыжкам в воду, председателем всесоюзного тренерского совета. Среди воспитанников Жигалова — Юрий Голубцов, Борис Брум, Геннадий Удалов, Евгения Богдановская, Любовь Жигалова. Также был судьёй по прыжкам в воду.
Скоропостижно скончался 7 июля 1962 года в Москве. Похоронен на Ваганьковском кладбище в Москве.

## Награды
- Орден «Знак Почёта» (27.04.1957) — за успехи, достигнутые в деле развития массового физкультурного движения в стране, повышения мастерства советских спортсменов, и успешное выступление на международных соревнованиях
- медали «За трудовую доблесть», «За победу над Германией в Великой Отечественной войне 1941—1945 гг.» (1946), «30 лет Советской Армии и Флота» (1949), «В память 800-летия Москвы» (1949)[5].

## Семья
Отец — Пётр Евгеньевич Жигалов, управляющий Алафузовского кожевенного завода в Казани.
Мать — Анастасия Ивановна Жигалова, домохозяйка.
Брат — Пётр Петрович Жигалов.
Сестра — Александра Петровна Жигалова.
Жена — Любовь Егоровна Жигалова (1924—1978), прыгунья в воду. Участвовала в летних Олимпийских играх 1952 и 1956 годов.
Сын — Алексей Алексеевич Жигалов (1945—1992).

## Память
В 1974 году в Волгограде проводилось открытое первенство области по прыжкам в воду, посвящённое памяти Алексея Жигалова. В нём участвовали сборные союзных республик и городов-героев Москвы, Ленинграда, Киева и Севастополя.